# Nesna
Nesna är den enda tätorten i Nesna kommun i Nordland fylke i norra Norge. Orten utgör kommunens centralort.